# Bernd von Droste zu Hülshoff
Bernd Freiherr von Droste zu Hülshoff (ur. 17 września 1938 w Essen) – niemiecki naukowiec z dziedzictwy nauk leśnych i przyrodniczych, dyrektor-założyciel Centrum Światowego Dziedzictwa UNESCO, profesor honorowy w Katedrze Ochrony Europejskiego Dziedzictwa Kulturowego w Collegium Polonicum w Słubicach.

## Życiorys
Bernd Freiherr von Droste zu Hülshoff urodził się jako syn Mariano Freiherr von Droste zu Hülshoff oraz Sibylle Iltgen. W 1955 uzyskał maturę w Bad Godesberg. Ukończył studia na Wydziale Leśnym Georg-August-Universität Göttingen w Münden.
Po odbyciu referendariatu w 1966 został profesorem w Trewirze. Od 1968 pracownik naukowy Uniwersytetu w Monachium. W 1969 uzyskał promocję na doktora nauk przyrodniczych na podstawie pracy o ekologii leśnej.
W 1973 rozpoczął pracę w Wydziale Środowiska UNESCO. Od 1992 dyrektor-założyciel Centrum Światowego Dziedzictwa UNESCO. W 1999 przeszedł na emeryturę. Profesor gościnny Brandenburskiego Uniwersytetu Technicznego w Chociebużu i profesor honorowy w Katedrze Ochrony Europejskiego Dziedzictwa Kulturowego (Schutz Europäischer Kulturgüter) w Collegium Polonicum w Słubicach.
Autor około 200 publikacji: artykuł, książek i czasopism w zakresie ochrony przyrody i ochrony zabytków. Ma żonę i 2 dzieci.

## Publikacje (wybór)
- Struktur und Biomasse eines Fichtenbestandes auf Grund einer Dimensionsanalyse an oberirdischen Baumorganen, Dissertationsschrift, München 1969.
- jako wydawca: Bibliographie der Erholungsfunktion des Waldes, Abteilung für Forstpolitik und Forstgeschichte der Forstlichen Forschungsanstalt München, München 1972.
- wspólnie z Peterem Bartelheimerem: Möglichkeiten der Zusammenarbeit von Forst- und Holzwirtschaft. Eine Modellkonzeption für die Optimierung der Wertschöpfung. Forstliche Forschungsanstalt München, München 1975 .
- Das UNESCO-Zentrum für die Erhaltung des Erbes der Menschheit, Spektrum der Wissenschaft, Vol. 11, 1992.
- Authenticity an world heritage, Nara Conference, Japan, ICOMOS 1994.
- jako wydawca: Cultural Landscapes of Universal Value: Components of a Global Strategy, G. Fischer, Jena, Stuttgart und New York, und VCH Publishing, Deerfield Beach, Florida 1995 (ISBN 3-334-61022-5 und ISBN 1-56081-434-9).
- Cultural Landscapes of Universal Value - Components fo a Global Strategy, zusammen mit H. Plachter und M. Rössler, G. Fischer, 1995.
- Kultur- und Naturgüter der Welt: Bedrohung und Schutz, zusammen mit B. Mayerhofer, "Spektrum der Wissenschaft", Jena, Stuttgart, 1995.
- Linking nature and culture, zusammen mit M. Rössler und S. Tichen in "Report of the Global Strategy Natural and Cultural Heritage Expert Meeting", Amsterdam, 1998.
- A Gift from the Past to the Future, 60 Years of Science at UNESCO, UNESCO Publishing, Paris, 2006.
- Schmuckstücke im Verbund: UNESCO Perlen an der Elbe, Deutsche Umwelthilfe, Lebendige Elbe, Dokumentation Elbe-Forum, 2006.
- UNESCO-Weltkulturerbe: "Qualitatives Wachstum mithilfe externer Instanzen", in "Jahrbuch Markentechnik", Frankfurt 2008/2009.
- The concept of outstanding universal value and its application, in: Journal of cultural Heritage and Sustainable Developement I, 2011, Emerald.